# دوغلاس ليون
دوجلاس إم ليون (مواليد 4 يوليو 1957) هو ملياردير أمريكي رأسمالي مغامر وشريك إداري سابق لشركة سيكويا كابيتال ، والذي تنحى عن منصبة في عام 2022 بينما ظل شريكًا عامًا.  و في أغسطس 2022، قدرت صافي ثروته بـ 6.1 مليار دولار أمريكي. 

## نشأته
ولد ليون في 4 يوليو 1957 في جنوة بإيطاليا.  هاجرت عائلته إلى الولايات المتحدة و قد كان ليون يبلغ من العمر إحدى عشر سنة، و استقرت العائلة في ماونت فيرنون، نيويورك .  درس ليون بكالوريوس في الهندسة الميكانيكية في جامعة كورنيل في عام 1979 و نالها،  ودرس ماجستير في الهندسة الصناعية من كلية الهندسة والعلوم التطبيقية بجامعة كولومبيا في عام 1986 و نالها،  و و أيضًا نال درجة الماجستير في الإدارة من مدرسة MIT سلون الإدارة عام 1988.  

## حياته المهنية
بدأ ليون حياته المهنية في منصب المبيعات و الإدارة في شركة Sun Microsystems وHewlett-Packard و Prime Computer .  و من ثم انضم إلى شركة سيكويا كابيتال في عام 1988، وأصبح شريكًا إداريًا في عام 1996،  ثم الشريك الإداري العالمي في عام 2012. 
في عام 2017، صنفته مجلة فوربس ضمن أفضل 10 مستثمرين في قطاع التكنولوجيا في الولايات المتحدة.  شارك ليون في استثمارات سيكويا في العديد من الشركات، بما في ذلك Aruba Networks و Hyperion/Arbor Software و International Network Services و Medallia و Netezza و PlanGrid و Rackspace و RingCentral و ServiceNow .   
كما كان القائد في توسع سيكويا الدولي في الصين والهند. 
في عام 2017، صنف بالمرتبة رقم 693 في قائمة فوربس لمليارديرات العالم ، بثروة صافية مقدارها 2.9 مليار دولار أمريكي (10.9ريال سعودي).   وفي عام 2020، أُدرج في قائمة فوربس للملياردريه بثروة مقدارها 3.5 مليار دولار أمريكي (13.1 ريال سعودي)، و صنف بالمرتبة رقم 538.  وكان ترتيبه في القائمة في عام 2022 هو رقم 350، بثروة صافية قدرها 6.9 مليار دولار أمريكي (25.9 ريال سعودي). 
ليون وزوجته تبرعوا بمبلغ 100 ألف دولار لدعم حملة إعادة انتخاب الرئيس دونالد ترامب لعام 2020،  و عُين ليون في فريق عمل ترامب المعني بإعادة فتح الاقتصاد ما بعدجائحة كوفيد-19 .[بحاجة لمصدر]</link> ذكرت صحيفة واشنطن بوست أن ليون اقترح استخدام علاقاته في إدارة ترامب للمساعدة في تسهيل عملية بيع TikTok (التي استثمرت فيها سيكويا بكثافة) لشركة أمريكية.  تخلى ليون عن دعمه لترامب بعد اقتحام مبنى الكابيتول الأمريكي عام 2021 . 
في أبريل 2022، أعلنت سيكويا أن رويلوف بوتا سيحل محل ليون كمشرف أول للعلامة التجارية والعمليات العالمية، اعتبارًا من 5 يوليو، بعد عيد ميلاد ليون الخامس والستين. ومنذ ذلك الحين، لا يزال ليون شريكًا عامًا في صناديق سيكويا الحالية.  
ليون هو عضو مجلس إدارة للعديد من الشركات،   بما فيها ActionIQ،  Cyera،  Island،  Nubank ،  strongDM ،  Trade Republic ،  و Wiz . 

## حياته الشخصية
ليون متزوج من باتريشيا بيركنز ليون.  و أنجبوا أربعة أطفال، يعيشان في مدينة أثرتون، ولاية كاليفورنيا .  كانوا يسعون لبناء منزل على ساحل المحيط في ماكينا ، ماوي، هاواي، ولكن في نوفمبر 2017، قضت المحكمة العليا في هاواي بعدم السماح بتطوير المنطقة. 
في مايو 2021، مُنح ليون وسام نجمة إيطاليا من رتبة ضابط ( Ufficiale dell'Ordine della Stella d'Italia ).  